# جوزيف رايت (لغوي)
جوزيف رايت (بالإنجليزية Joseph Wright) . وهو عالم لغة إنجليزي وبروفيسور في علم اللغة المقارن في جامعة أوكسفورد . ولد رايت في يوم 31 تشرين الأول - أكتوبر من سنة 1855 في ضاحية ثاكلي الواقعة في شمال مدينة برادفورد . توفي رايت بمرض ذات الرئة في يوم 27 شباط - فبراير من سنة 1930.